# إليانور بويل إيوينغ شيرمان
إليانور بويل إيوينغ شيرمان (بالإنجليزية: Eleanor Boyle Ewing Sherman)‏ هي كاتِبة أمريكية، ولدت في 4 أكتوبر 1824 في لانكستر في الولايات المتحدة، وتوفيت في 28 نوفمبر 1888 في نيويورك في الولايات المتحدة.